# Jegor Kusmitsch Ligatschow

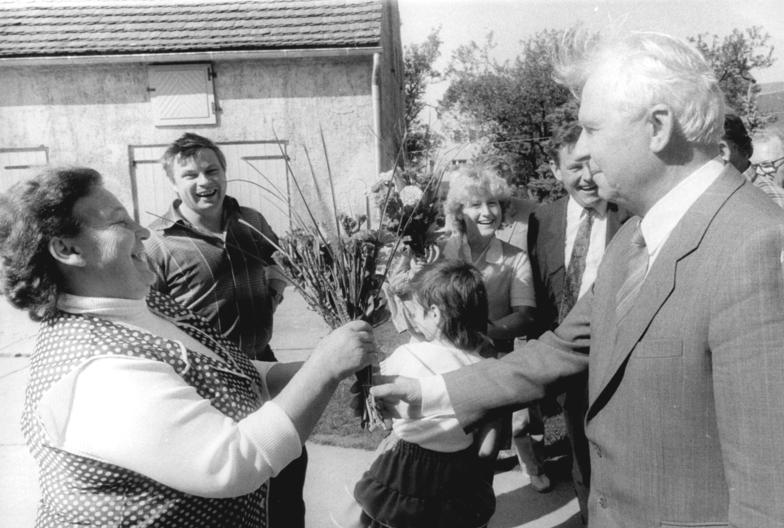
Jegor Ligatschow wird während eines DDR-Besuchs von einer Bäuerin begrüßt (13. September 1989)

Jegor Kusmitsch Ligatschow (russisch Егор Кузьмич Лигачёв; * 29. November 1920 im Dorf Dubinkino im Gouvernement Tomsk; † 7. Mai 2021 in Moskau) war ein sowjetischer Politiker. Zur Zeit der Perestroika unter Generalsekretär Michail Sergejewitsch Gorbatschow galt er als eines der konservativen Mitglieder des Politbüros der KPdSU.

## Biografie

### Jugend und Ausbildung
Ligatschow wurde in einem kleinen Dorf im Gouvernement Tomsk geboren. 1937 schloss er die Schulzeit in Nowosibirsk erfolgreich ab. Von 1938 bis 1943 besuchte er das Moskauer Staatliche Luftfahrtinstitut „Grigori Ordschonikidse“ in Moskau. Er wurde, wie viele sowjetische Politgrößen, ein Ingenieur. 1944 trat er der KPdSU bei. 1951 studierte er zusätzlich an der Parteihochschule der KPdSU.

### Politischer Aufstieg
Ligatschow wurde nach 1952 Erster Sekretär des Nowosibirsker Komsomols. Von 1959 bis 1961 war er Vorsitzender des Obersten Sowjets von Nowosibirsk.
Ab 1961 arbeitete er in führender Stellung im Sekretariat des ZK der KPdSU in Moskau. Er war von 1965 bis 1983 Erster Sekretär des Gebietskomitees der Oblast Tomsk der KPdSU.
1983 stieg er auf zum Sekretär des ZK der KPdSU und war verantwortlich für Kader, Ideologie und Parteiverwaltung und ab 1988 für Landwirtschaftsangelegenheiten. Von 1985 bis 1990 war er Mitglied im höchsten Gremium der KPdSU, dem Politbüro. Bei seinem politischen Aufstieg wurde er gefördert durch Leonid Breschnew, dann aber durch Juri Andropow. Seine konservative Linie vertrat er auch während der Perestroika. Zu deren Beginn – also um 1985 bis 1987 – wurde er in der Partei als der zweite Mann nach Michail Gorbatschow betrachtet und von diesem in das Politbüro geholt.

### Gegner der Reformen
Zunehmend entwickelte er jedoch eine Gegnerschaft zu dem neuen Reformkurs in der KPdSU und zu den Absichten Ministerpräsident Nikolai Ryschkows, erste marktwirtschaftliche Elemente in das Wirtschaftssystem einzuführen. Boris Jelzin bezeichnete ihn 1988 als Reformbremser und verlangte seine Abwahl. Am 19. September 1989 sprach sich Ligatschow bei einem Besuch von DDR-Politbüromitglied Günter Mittag gegen eine Öffnung der ungarischen Grenze aus. Der Streit zwischen den Lagern spitzte sich beim XXVIII. Parteitag der KPdSU vom Juli 1990 zu, bei dem Gorbatschow eine deutliche Mehrheit für sein Reformprogramm erhielt. Der nunmehr 70-jährige Ligatschow fiel auch bei der Wahl zum Stellvertretenden Generalsekretär mit 776 Ja- und 3642 Nein-Stimmen deutlich durch und verlor seinen Posten als Mitglied des Politbüros und als Sekretär des ZK.

### Politiker in Russland nach 1992
Von 1999 bis 2003 – in der III. Legislaturperiode – war er Abgeordneter der Duma, des russischen Parlaments, als Mitglied der Fraktion der Kommunistischen Partei der Russischen Föderation. Er war stellvertretender Vorsitzender des Ausschusses für Veteranen.

## Trivia
In dem Buch Die Mauer steht am Rhein von Christian von Ditfurth putscht sich Ligatschow an die Macht und lässt die deutsche Wiedervereinigung „seitenverkehrt“ vollziehen.

## Veröffentlichungen
- Wer verriet die Sowjetunion? Verlag Das Neue Berlin, Berlin 2012, ISBN 978-3-360-02153-3.